# دكوية
الدكوية (الاسم العلمي: Dikwidae) هي فصيلة من المفصليات تتبع رتبة المزدوجات الأرجل من طائفة اللينات الدرقة.

## أجناس
تضم هذه الفصيلة من المفصليات جنساً وحيداً هو:
- الدكوا